# Звенигородский, Василий Иванович Ноздроватый
Князь Василий Иванович Ноздроватый-Звенигородский († 1512) — окольничий, воевода и дипломат на службе у московских князей Ивана III и Василия III. Сын Ивана Александровича Большого, брат Ивана Звенца-Звенигородского. Родоначальник князей Ноздроватых (Ноздреватых).

## Служба у Ивана III
Во время нашествия хана Ахмата на Русь в 1480 году вместе с татарским царевичем Нур-Девлетом послан с судовой ратью вниз по Волге, разгромил и ограбил столицу Большой Орды — Сарай и другие татарские улусы, вернулся с большой добычей. Послан Иваном III с дипломатическим поручением в Крым к Менгли-Гирею (1484). Вёл дипломатические переговоры с крымскими послами (1491). Возглавлял поход во владения Мухаммед-Эмина (1501).
Вместе с дьяком Иваном Телешовым (В. В. Похлебкин указывает не Василия Ивановича, а его старшего брата Ивана Ивановича Звенец-Звенигородского) ездил в Казань для ареста хана Абдул-Латифа, низложенного в результате переворота, подготовленного Кель-Ахмедом (1502). В результате заключен мирный договор с Казанским ханством, подписанный Звенигородским, Телешовым и Кель-Ахметом. Абдул-Латиф сослан в Белоозеро, а на престол повторно возведён Мухаммед-Эмин. В том же году ходил на помощь крымскому хану с московскими и рязанскими полками против хана Большой Орды Шейх-Ахмеда.

## Служба у Василия III
При завершении Казанско-русской войны 1505—1507, оставлен с другими воеводами в Нижнем Новгороде после ухода оттуда основного войска во главе c Дмитрием Жилкой (1507).
Пожалован в окольничии (1509). Участвовал в походе Василия III на Новгород и Псков (1509—1510).
Умер (†1512).
Владел слободой и поместьями в Звенигородском уезде.
Дети: наместник двинский Иван Токмак (от него пошли князья Токмаковы) и Пётр (потомки которого именовались Ноздроватые).

## Киновоплощения
- Телесериал «София» — Павел Сборщиков

## Критика
В Русской родословной книге А. Б. Лобанова-Ростовского, князю Василию Ивановичу приписана дочь княжна Мария, которая, овдовев после смерти первого мужа князя Дмитрия Петровича Елецкого († 1586), вышла вторично за князя Долгорукова, имя не указано, а отчество Владимирович. В Русской родословной книге П. В. Долгорукова указывается, муж княжны — князь Владимир Тимофеевич Долгоруков. Приписка княжны Марии, как дочери князя Василия Ивановича, большая ошибка, так как он умер (1512), и дочь его могла родиться не позже года после его смерти, а на момент второй женитьбы (1586) ей бы было 74 года, что невероятно.